# Robert Matušík
Robert Matušík (Tábor, 1942. május 27. –) cseh nemzetközi labdarúgó-játékvezető.

## Pályafutása
1979-ben lett az I. Liga játékvezetője. Az aktív nemzeti játékvezetéstől 1990-ben vonult vissza. Első ligás mérkőzéseinek száma: 109.
A Csehszlovák labdarúgó-szövetség Játékvezető Bizottsága (JB) terjesztette fel nemzetközi játékvezetőnek, a Nemzetközi Labdarúgó-szövetség (FIFA) 1983-tól tartotta nyilván bírói keretében. Az aktív nemzetközi játékvezetéstől 1990-ben búcsúzott. Válogatott mérkőzéseinek száma: 3.
| #  | Dátum             | Helyszín                   | Hazai       | Eredmény | Vendég       | Kiírás     | Gólok | Esemény |
| -- | ----------------- | -------------------------- | ----------- | -------- | ------------ | ---------- | ----- | ------- |
| 1. | 1984. március 31. | Szabadka, Szpartak Stadion | Jugoszlávia | 2 – 1    | Magyarország | barátságos | -     |         |
|    | Összesen          |                            |             | 3        | mérkőzés     |            |       |         |